# Beautiful Days (OKAMOTO'S의 노래)
「Beautiful Days」는 OKAMOTO'S의 8번째 싱글이다. 2015년 11월 25일에 Ariola Japan(Sony Music Labels)에서 발매되었다. 기간생산한정판은 애니메이션 「은혼°」 신작 7inch 사양의 자켓이 부속되어 있다. 또, 특전 DVD에는 「Dance With Me」「Dance With You」의 뮤직비디오와 6th 앨범 「OPERA」의 티저 무비도 수록되어 있다.

## 개요
전작 「Dance With Me/Dance With You」에 이어 2015년 3번째 싱글이다. 록 오페라를 테마로 한 6th 앨범 「OPERA」의 또 하나의 엔딩으로 제작되었다. 오카모토 쇼는 「날마다 일어나는 좋은 일들도 싫은 일들도, 그 모두가 아름답다. 그런 마음으로 인생을 걸어 가는 메시지가 담긴 곡이라고 생각합니다.」라고 말하고 있다.

## 수록곡

### 통상판
1. Beautiful Days [3:52]
(작사: 오카모토 쇼 / 작곡: 오카모토 쇼, 오카모토 코우키 / 편곡: OKAMOTO'S / Strings & Additional Arrangement: 사하시 요시유키)
  - TV 애니메이션 계열 애니메이션 「은혼°」 오프닝 테마.
2. 야바코우키(ヤバコウキ) [1:56]
Produced by 오카모토 코우키
(작사・작곡・편곡: 오카모토 코우키)
  - 멤버가 매월 방송하고 있는 유튜브 채널 「오카모토―――크!」의 엔딩 테마로서, 오카모토 코우키가 작사・작곡・편곡・연주・가창을 했다[2]
3. Shall We Dance [3:20]
(작사・작곡: 오카모토 쇼)
  - VISA 「직불카드」 WEB CM 송. CM에는 오카모토 쇼와 하마・오카모토가 출연하고 있다.

### 기간생산한정판
1. Beautiful Days [3:52]
2. Beautiful Days (TV Size) [1:33]
3. Beautiful Days (instrumental) [3:52]
4. Beautiful Days (TV Size / instrumental) [1:33]
5. Beautiful One Days [2:36]
(작사: 오카모토 쇼 / 작곡: 오카모토 레이지, 오카모토 쇼)
  - 6th 앨범 「OPERA」에서 싱글 버전으로 수록.

## 크레딧
Beautiful Days
- OKAMOTO'S：Chorus

- 오카모토 쇼: Vox, Percussion
- 오카모토 코우키: E.Guitars, A.Guitar
- 하마・오카모토: Bass
- 오카모토 레이지: Drums

- 오오이시 마리에: Percussion
- 긴바라 지에코 Strings: Strings
- Recorded by 카와구치 사토시, 야마구치 슈지
- Mixed by 카와구치 사토시

야바코우키(ヤバコウキ)
- 오카모토 코우키: Vox, Rap, Scream, E.Guitar, Bass, Drums, Keyboards, Chorus
- Recorded & Mixed by 오카모토 코우키

Shall We Dance
- OKAMOTO'S：Chorus

- 오카모토 쇼: Vox
- 오카모토 코우키: E.Guitar, Piano
- 하마・오카모토: Bass
- 오카모토 레이지: Drums

- Recorded & Mixed by 타키자와 다이스케

- Recorded at Studio Sound DALI, studio GREENBIRD, innig recording hostely, Freedom Studio, ANDY'S STUDIO
- Mixed at Studio Sound DALI, CASBAH-SOUND-STUDIO, Freedom Studio
- Art Work & Design：스가야 신이치